# Andreas Karlsson (ishockeyspelare)
Andreas Karlsson (kallas ibland "Pastorn"), född 19 augusti 1975 i Ludvika, är en svensk före detta professionell ishockeyspelare som senast spelade för Frölunda HC i Elitserien. Han är känd för att ha avgjort den längsta ishockeymatchen i den högsta svenska serien, när han avgjorde för Leksands IF med sitt 3–2-mål 19.16 in i den tredje förlängningsperioden av den första semifinalen mot Färjestads BK i SM-slutspelet 1997, totalt 119 minuter och 16 sekunders speltid.

## Spelarkarriär
Karlsson är en duktig skridskoåkare och framspelare som har goda tekniska färdigheter. Karlsson har även visat under SHL-säsongen 2005–06 att han är en skicklig målgörare då han gjorde totalt 26 mål under grundserien.
Karlsson debuterade i Tre Kronor 16 december 1995 mot Tjeckien i Helsingfors. Han draftades av Calgary Flames som deras 6:e val, 148:e totalt, i NHL-draften 1993. I USA har han spelat för Atlanta Thrashers, Orlando Solar Bears, Chicago Wolves och Tampa Bay Lightning.
Säsongen 2005–06 gjorde Karlsson flest mål och poäng av alla spelare i Elitserien, sammanlagt 55 poäng (varav 26 mål) på 50 spelade matcher, vilket skulle tilldela honom priset guldhjälmen, som ligans mest värdefulla spelare. Han valde att inte förlänga sitt kontrakt med HV71 efter succésäsongen, för att göra det enklare att förhandla med NHL-klubbar. Under sommaren 2006 skrev han ett ettårskontrakt med Tampa Bay Lightning i NHL, som center i tredje kedjan. Efter två säsonger i NHL, totalt 13 poäng på 111 matcher, skrev han treårskontrakt med Frölunda HC i Elitserien.

## Meriter
- TV-pucken med Dalarna 1990
- Calgary Flames sjätte val, 148:e totalt, i NHL-draften 1993
- J18 EM-guld 1993
- J20 VM 1995
- Vinnare av Christmas Cup 1995
- VM 1996
- Vinnare av Karjala Tournament 1997
- Vinnare av Ceska Pojistovna Cup 1998
- Vinnare av Baltica Brewery Cup 1998
- Bästa forward Baltica Brewery Cup 1998
- Vinnare av Calder Cup (AHL-slutspelet) 2002
- En av två vinnare av Håkan Loob Trophy 2006
- Vinnare av Guldhjälmen 2006
- VM-guld 2006
- All Star Team 2006

## Klubbar
- Frölunda HC 2008/2009 – 2010/2011
- Tampa Bay Lightning 2006/2007 – 2007/2008
- HV71 2004/2005 – 2005/2006
- EHC Basel 2003/2004
- Chicago Wolves 2001/2002 – 2002/2003
- Atlanta Thrashers 2000/2001 – 2001/2002
- Orlando Solar Bears 1999/2000
- Atlanta Thrashers 1999/2000
- Leksands IF 1992/1993 – 1998/1999
- IFK Munkfors (moderklubb)

## Utanför Ishockeyn
Andreas Karlsson är uppväxt i pingstkyrkan och har vart öppen med sin gudstro.